# Дурхэ
Дурхэ — одна из горных вершин на Дальнем Востоке, на территории Хабаровского края, района имени Лазо, в бассейне реки Чукен. Пятая по высоте вершина Сихотэ-Алиня.
Сложена гранитами и гранодиоритами. Северо-западное подножье горы представляет собой реликтовую каровую нишу, сформированную в эпоху четвертичного горного оледенения. В районе горы встречаются поверхности выравнивания — участки хребта с плоскими водоразделами и столовыми вершинами (к югу от Дурхэ). Верхняя граница леса располагается приблизительно на 1400 м. Выше, до 1500—1600 м идёт пояс кедрового стланника. Над ним пояс горных тундр и каменных россыпей.
Собственно вершина представляет собой небольшую площадку с остатками деревянного тригопункта. Свидетельств посещения туристами (туров, записок) не обнаружено (июль 2006 г). Между г. Дурхэ и г. Дракон (1789 м), ближе к последней, по крайней мере до середины июля существует снежник. В 1,6 км к северо-северо-востоку от вершины, на высоте около 1520 м есть родник.